# Lepidoscia zonarcha
Lepidoscia zonarcha is een vlinder uit de familie van de zakjesdragers (Psychidae). De wetenschappelijke naam van deze soort is voor het eerst voorgesteld als Xysmatodoma zonarcha door Edward Meyrick in een publicatie uit 1893.
De soort komt voor in Australië (Queensland).